# Departamento de Ahuachapán
El departamento de Ahuachapán (del náhuat ajwechapan, "Río de rocío") es uno de los catorce departamentos en los que está dividida la República de El Salvador. Su cabecera, la municipalidad de Ahuachapán Centro, se encuentra a 100 km de San Salvador (capital de la república). El departamento tiene una extensión de 1.240 km². Colinda al noreste con el departamento de Santa Ana, al este con el departamento de Sonsonate, al sur con el océano Pacífico y al oeste con el departamento de Jutiapa, en Guatemala. Es el departamento más occidental de El Salvador.

## Historia
Fue creado por el Decreto Legislativo del 9 de febrero de 1869 durante la administración de Francisco Dueñas. 
En el 9 de febrero, la Cámara de Diputados, considerando que los distritos de Ahuachapán y Atiquizaya tenían el suficiente número de habitantes para formar un departamento y que su separación del departamento de Santa Ana "refluye en beneficio de la más eficaz administración", dio el decreto que erige en departamento los distritos. El decreto fue dado en la Cámara de Senadores en el 12 de febrero y ejecutado por el presidente Francisco Dueñas en el 13 de febrero de 1869.
En el 18 de febrero de ese mismo año, la municipalidad de Ahuachapán propuso al gobierno el nombramiento de su diputado Don Fabio Morán para el puesto de gobernador departamental. En el 14 de marzo se verificó la inauguración del nuevo departamento y el acto de la toma posesión de la gobernación por el señor Fabio Morán en Ahuachapán.
Su cabecera es la ciudad de Ahuachapán y consta de dos distritos o partidos: el de Ahuachapán y el de Atiquizaya, instituidos por las leyes de 4 de julio de 1832 y 26 de febrero de 1869, respectivamente.

## Geografía
La Cordillera Costera atraviesa el departamento paralelamente a la costa. Dentro de sus principales elevaciones se encuentra el Cerro Apaneca, Volcán Apaneca o Chichicastepeque 1,831 m s. n. m., el Cerro Ataco, Cerro de Oro y Los Alpes. 
El principal río es el río Paz, que sirve de frontera con Guatemala, otros ríos cortos y torrenciales bajan de la Cordillera Costera. Algunas de sus playas son: la Barra de Santiago y la Garita Palmera.
En Ahuachapán se sitúa la reserva nacional Bosque El Imposible, un gran bosque con interés ecológico.
En el departamento existen varias lagunas, como la laguna El Espino, y lagunas de origen volcánico como la Laguna Verde, un cráter volcánico a 1 609 m. s. n. m.; y la laguna Las Ninfas que también es un cráter volcánico a 1 704 m. s. n. m.

La economía del departamento se basa en el sector agropecuario. Se cultiva café en las zonas altas y templadas y algodón en las zonas bajas y cálidas. Se considera una de las zonas con mayor afluencia de comercio tanto local como internacional por estar cerca de puntos fronterizos.
| Religión en Ahuachapán (2018) | Religión en Ahuachapán (2018) | Religión en Ahuachapán (2018) | Religión en Ahuachapán (2018) | Religión en Ahuachapán (2018) |
| ----------------------------- | ----------------------------- | ----------------------------- | ----------------------------- | ----------------------------- |
| Religión                      | Religión                      |                               | Porcentaje                    | Porcentaje                    |
| Católicos                     | Católicos                     |                               | 47 %                          | 47 %                          |
| Protestantes y Evangélicos    | Protestantes y Evangélicos    |                               | 42 %                          | 42 %                          |
| Sin Religión                  | Sin Religión                  |                               | 10 %                          | 10 %                          |
| Otras religiones              | Otras religiones              |                               | 1 %                           | 1 %                           |

## Escudo
El símbolo departamental es semirectangular. En la parte superior, sobre dos alas en forma de papiro se lee "Ahuachapán febrero 22 Primer Centenario", que tiene relación con el reloj de arena que muestra los años del aniversario "1862-1962". Dentro del rectángulo, en el extremo izquierdo, se encuentra un libro abierto y la pluma, que representan la sabiduría de los escritores y hombres y mujeres que han plasmado la historia de la ciudad. En el lado derecho, las ramas de café simbolizan una de las principales riquezas y producciones agrícolas de las que han gozado los lugareños. En el extremo izquierdo inferior se ubica la mayor particularidad del departamento (los ausoles) y después se observa la cordillera Amatepec que sirve de frontera con Guatemala. Asimismo, en el costado derecho, se observa el Arco Durán que está a la entrada de la ciudad; la laguna El Espino y al fondo las montañas del cantón El Tigre. Al pie del escudo en una cinta se lee “Ciudad de los ausoles”.

## Demografía
El departamento de Ahuachapán, de acuerdo con el censo de población de 2007, en términos de raza tenía:
- 91.26% Mestizos
- 8.51% blancos
- 0.10% Negros
- 0.07% Otros
- 0.06% Indígenas

## División administrativa

### Municipios y Distritos Municipales desde 2023

Mapa de la división municipal del departamento de Ahuachapán, etiquetada con los nombres de los distritos.

| N.° | Municipios        | Distritos Municipales                                             | Área (Km2) |
| --- | ----------------- | ----------------------------------------------------------------- | ---------- |
| 1   | Ahuachapán Norte  | - Atiquizaya - El Refugio - San Lorenzo - Turín                   | 146.89     |
| 2   | Ahuachapán Centro | - Ahuachapán - Apaneca - Concepción de Ataco - Tacuba             | 501.01     |
| 3   | Ahuachapán Sur    | - Guaymango - Jujutla - San Francisco Menéndez - San Pedro Puxtla | 591.43     |